# Вайтфілд (Оклахома)
Вайтфілд (англ. Whitefield) — місто (англ. town) в США, в окрузі Гаскелл штату Оклахома. Населення — 371 особа (2020).

## Географія
Вайтфілд розташований за координатами 35°15′15″ пн. ш. 95°14′41″ зх. д. / 35.25417° пн. ш. 95.24472° зх. д. (35.254291, -95.244828).  За даними Бюро перепису населення США в 2010 році місто мало площу 4,83 км², з яких 4,40 км² — суходіл та 0,42 км² — водойми.

## Демографія
Згідно з переписом 2010 року, у місті мешкала 391 особа в 144 домогосподарствах у складі 109 родин. Густота населення становила 81 особа/км².  Було 162 помешкання (34/км²).
Расовий склад населення:
| - 78,5 % — білих - 10,0 % — корінних американців - 0,3 % — азіатів - 1,0 % — осіб інших рас |

До двох чи більше рас належало 10,2 %. Частка іспаномовних становила 3,8 % від усіх жителів.
За віковим діапазоном населення розподілялося таким чином: 30,7 % — особи молодші 18 років, 57,3 % — особи у віці 18—64 років, 12,0 % — особи у віці 65 років та старші. Медіана віку мешканця становила 31,3 року. На 100 осіб жіночої статі у місті припадало 97,5 чоловіків;  на 100 жінок у віці від 18 років та старших — 93,6 чоловіків також старших 18 років.
Середній дохід на одне домашнє господарство  становив 50 555 доларів США (медіана — 28 750), а середній дохід на одну сім'ю — 72 639 доларів (медіана — 55 833). За межею бідності перебувало 18,8 % осіб, у тому числі 18,9 % дітей у віці до 18 років та 24,5 % осіб у віці 65 років та старших.
Цивільне працевлаштоване населення становило 192 особи. Основні галузі зайнятості: освіта, охорона здоров'я та соціальна допомога — 40,1 %, будівництво — 18,2 %, роздрібна торгівля — 9,9 %, сільське господарство, лісництво, риболовля — 5,7 %.